# Constantí I el Gran
Constantí I el Gran (Naïssus, Dàcia, 27 de febrer de 272 - Ancicrona, Pont, 22 de maig de 337), fou el primer emperador romà que professà el cristianisme. Constantí fou proclamat august per les seves tropes el 25 de juliol de 306, i va governar un Imperi Romà en constant creixement fins a la seva mort. Constantí és conegut també per haver refundat la ciutat de Bizanci (actual Istanbul, a Turquia), rebatejant-la com a Constantinòpolis ('ciutat de Constantí') i declarant-la la Nova Roma.
També es recorda Constantí per la promulgació de l'Edicte de Milà de l'any 313, juntament amb Licini, i per presidir el Concili de Nicea del 325, iniciatives que atorgaren legitimitat legal al cristianisme en l'Imperi Romà i que consagraven la llibertat de culte i restituïen als cristians els béns confiscats. Es considera que aquests fets foren essencials per a l'expansió d'aquesta religió, i els historiadors, des de Lactanci i Eusebi de Cesarea fins avui en dia, el presenten com el primer emperador cristià (si més no, va ser batejat quan ja es trobava en el llit de mort).

## L'Imperi Romà a l'època de Constantí
L'Imperi Romà havia caigut en la Crisi del segle III en el qual va augmentar la inestabilitat política interna i la pressió a les fronteres. Al Rin i al Danubi, diverses tribus germàniques com els francs, els alamans i els gots van envair el territori romà diverses vegades i van saquejar ciutats romanes que no havien estat atacades durant gairebé dos segles. Els sassànides reemplaçaren els parts a l'Orient en la seva hostilitat amb Roma, i va infligir tres aclaparadores derrotes als exèrcits de camp romans. A l'interior de l'imperi, nombrosos usurpadors i intents d'usurpació es basaven principalment en les grans unitats de l'exèrcit que ara legitimaven el poder imperial, de manera que interminables guerres civils sacsejaven l'imperi. Tot i que no tots els àmbits de la vida i províncies es van veure greument afectats per la crisi i no va durar ininterrompudament, va resultar, tanmateix, una dura prova per a l'imperi.
Aurelià, el primer que es va qualificar de dominus et deus (senyor i déu) reflectint la relació de submissió dels habitants de l'imperi als seus sobirans, va reunificar l'imperi el 274, i a partir del 284 Dioclecià i els seus successors el van reorganitzar introduint un nou sistema fiscal (capitatio-iugatio) i va reorganitzar l'exèrcit dividint-lo en comitatenses com a exèrcit de camp mòbil i limitanei com a tropes frontereres. Finalment la crisi es va superar i l'imperi va entrar a l'antiguitat tardana. En resposta a les pressions militars simultànies a les diferents fronteres i a les constants usurpacions de generals ambiciosos, Dioclecià creia que l'imperi era massa gran per ser governat per un sol emperador, i va intentar resoldre aquest problema introduint la tetrarquia, un nou sistema polític i d'administratiu mitjançant el qual un august i un cèsar a Orient i un august i un cèsar a Occident es repartien el poder polític, administratiu i territorial amb el nomenament de successors en comptes de la successió dinàstica per evitar les usurpacions. En els darrers anys del regnat de Dioclecià hi va haver persecució dels cristians.

## Joventut
Constantí va néixer a Naïssus (avui Niš, a Sèrbia), fill de Constanci Clor i de la primera muller d'aquest, Helena, filla d'un masover, que en infantar-lo tenia només 16 anys i en els seus últims anys es va convertir en cristiana, suposadament sota la influència del seu fill. El pare de Constantí, un oficial sota els emperadors Aurelià i Marc Aureli Probe, i governador de Dalmàcia sota l'emperador Car, abandonà la seva mare vers l'any 293 per casar-se amb Flàvia Maximiana Teodora, filla de l'emperador romà d'Occident Maximià. Teodora donaria a Constantí sis germanastres, entre ells Juli Constantí.
Quan Constanci Clor fou nomenat comandant suprem a la Gàl·lia, Britànnia i Hispània com un dels dos cèsars de la tetrarquia, el 293, Constantí va romandre amb Dioclecià a Nicomèdia, probablement com una mena d'ostatge que garantia la fidelitat del seu pare, i a la cort va rebre una educació formal, literària, de manera que es podia considerar un home bastant educat, i probablement també va entrar en contacte amb el cristià Lactanci. Va lluitar amb Galeri contra els sàrmates i va acompanyar Dioclecià a Egipte el 297, on va pacificar la revolta de Luci Domici Domicià i Aureli Aquil·leu després de conquerir Alexandria i 298. Després va servir sota Galeri a la guerra amb els parts, que va comportar l'adquisició dels regnes d'Ibèria i Armènia com a clients i l'annexió de Mesopotàmia i altres regions properes pel tractat de Nisibis. i per la qual Dioclecià i Maximià van celebrar el triomf a Roma el 303. Constantí es va distingir a la lluita i es va guanyar el favor de la tropa, essent nomenat tribú militar de primera classe.
En tornar a Nicomèdia des del front la primavera de 303 va presenciar el principi de la Persecució de Dioclecià, la més severa als cristians en la història romana. Dioclecià va ordenar la destrucció de la nova església de Nicomèdia, va condemnar les seves escriptures a les flames i va fer confiscar els seus tresors. En els mesos següents, les esglésies i les escriptures van ser destruïdes, els cristians van ser privats de rangs oficials i els sacerdots van ser empresonats. És poc probable que Constantí tingués cap paper en la persecució. En els seus escrits posteriors, va intentar presentar-se com un opositor dels «edictes sanguinaris» de Dioclecià contra els «Adoradors de Déu», però res indica que s'hi oposava eficaçment en aquell moment. Encara que cap cristià contemporani va desafiar Constantí per la seva inacció durant les persecucions, va continuar sent una responsabilitat política al llarg de la seva vida.
El 305 el seu pare i Galeri van accedir al càrrec d'emperador després de l'abdicació de Dioclecià i de Maximià. Constantí va romandre a Orient sota el control de Galeri. Aquest va nomenar cèsars els seus fidels Sever II (III) i Maximí Daia (aquest darrer era nebot de Galeri). Constanci Clor, però, no va poder nomenar cèsar el seu fill per temor a la reacció de Galeri, en les mans del qual continuava.

## Proclamació com a august

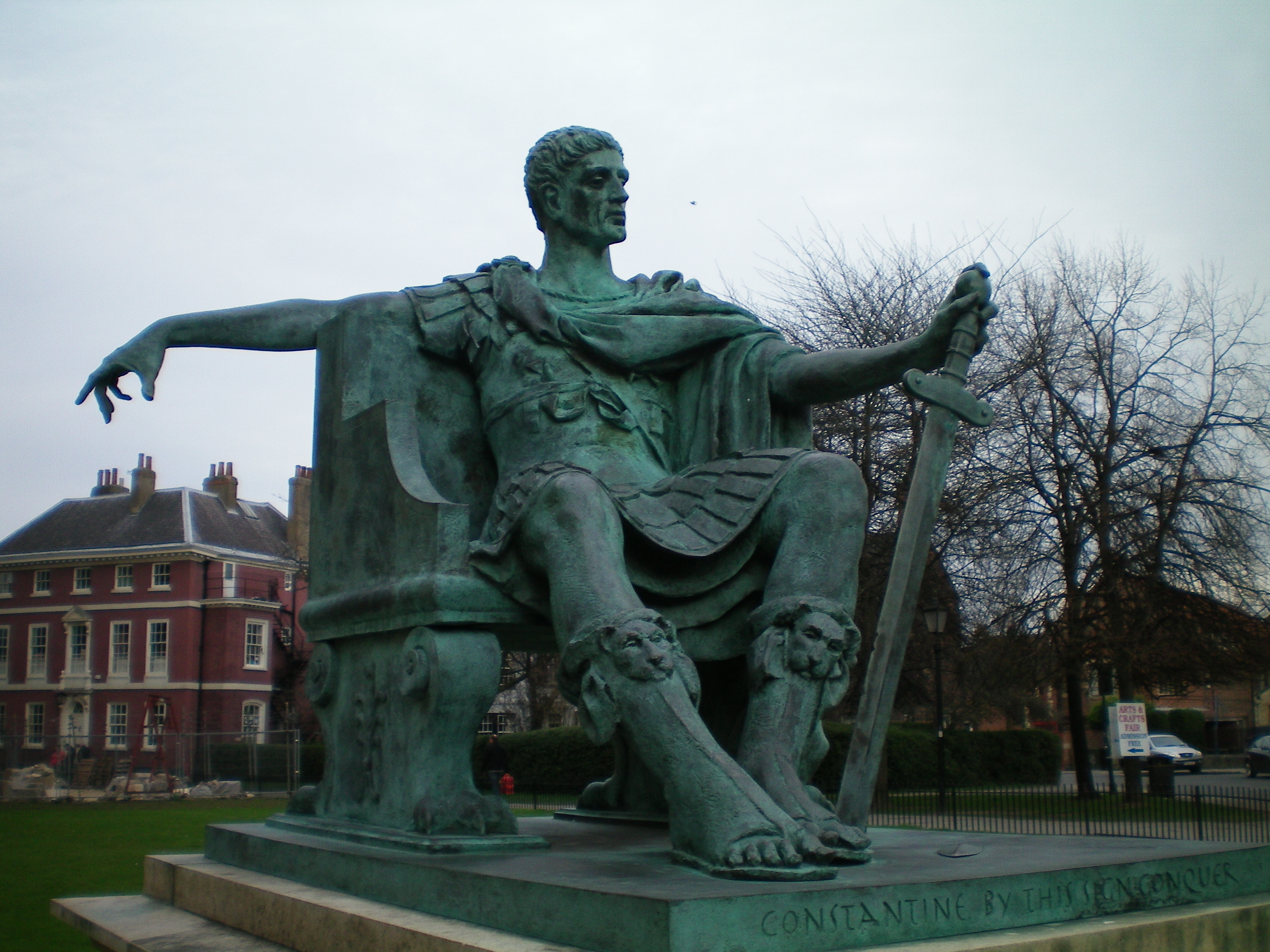
Estàtua de Constantí a York, ciutat on fou proclamat emperador

Més tard, amb l'autorització de Galeri, Constantí va marxar de Nicomèdia, on tots dos residien, i passant per Tràcia, Il·líria, Pannònia i la Gàl·lia, es va poder reunir amb el seu pare a Bonònia Oceana, a temps per acompanyar-lo a l'expedició a Britànnia contra els pictes.
També va poder estar present a la mort del seu pare, a Eboràcum (Britànnia), el 25 de juliol del 306. Abans de morir Constanci Clor va designar el seu fill com a successor. Les legions el van aclamar i els auxiliars bàrbars dirigits per Crocus, rei dels alamans, també hi van estar d'acord. Després, va escriure a Galeri explicant que no havia agafat el poder pel seu propi desig sinó perquè les tropes li ho havien imposat, i li demanava de ser reconegut com a august. Galeri, convençut que Constantí seria un bon governant per a Occident, el va reconèixer, però només amb el títol de cèsar, mentre nomenava august a Sever II (III). Amb l'ascens de Constantí al títol d'emperador l'any 306, l'ordre tetràrquic que Dioclecià havia creat es va trencar i no es va poder restaurar, ja que la idea dinàstica va tornar a guanyar terreny i era la preferida de l'exèrcit. La situació era tensa per a Constantí, ja que el seu imperi era efectivament il·legítim, però podia confiar que l'exèrcit gal li era lleial i que el seu govern no estava directament amenaçat, amb la Gàl·lia i la Gran Bretanya fermament a les seves mans. Galeri, l'emperador de més alt rang després de la mort de Constanci, es va negar a reconèixer Constantí com a August, però no tenia els mitjans per prendre mesures contra l'usurpador, sobretot perquè la usurpació de Constantí no va ser l'única. A finals d'octubre de 306, Maxenci, fill de Maximià, va ser nomenat emperador per la Guàrdia Pretoriana i els cercles urbans romans de Roma i ara reclamava Itàlia i Àfrica.
Maximià, que havia dimitit a contracor l'any 305, podria haver encoratjat l'elevació del seu fill inexpert Maxenci i l'any 307 va decidir tornar a prendre la corona que havia renunciat el 305 cooperant amb Maxenci i van ser capaços de repel·lir l'atac de Sever, que, com a August d'Occident havia de sufocar la usurpació en nom de Galeri. Sever va ser acorralat a Ravenna, es va haver de rendir i fou executat per ordre de Maxenci en 307. El mateix any, Maximià va visitar Constantí a la Gàl·lia i va fer un acord amb ell: Constantí es va separar de Minervina, la mare del seu fill Crisp i es va casar amb Fausta, la filla de Maximià, amb qui va tenir tres fills, Constantí, Constanci i Constant, que més tard esdevindrien els seus successors com a emperador, i dues filles, Constantí i Helena. Amb el nou matrimoni, Constantí va segellar una aliança amb Maximià. Sense estar autoritzat per fer-ho, Maximià fins i tot va nomenar Constantí August , la qual cosa va subratllar la implicació de Constantí en la tetràrquica "dinastia herculiana" de Maximià, de la qual Constantí probablement esperava obtenir una legitimitat addicional. Tanmateix, això significava que l'acord amb Galeri ja no era vàlid.

## Guerra civil
Galeri va nomenar Licini I com a nou cèsar en substitució de Sever, però va haver de reconèixer com a august a Maximí Daia, que havia estat proclamat per les legions de Síria i Egipte. L'any 308, hi havia sis homes que reclamaven el control de l'Imperi Romà: Galeri, que va governava com a august sobre Il·líria i Àsia Menor, Maximí Daia, que va governar Egipte i Orient com a cèsar de Galeri, Constantí, que governava la Gàl·lia, Gran Bretanya i Hispània com a cèsar però la seva elevació com a August era controvertida, Maximià, que reclamava la seva antiga posició com a August d'Occident i vivia com a aliat de Constantí a Gal·lia, Maxenci, a qui se li va negar en general el reconeixement del govern sobre Itàlia i Àfrica però que havia pogut esquivar tots els intents de destituir-lo del poder, i Licini, candidat de Galeri per succeir a Sever com a August d'Occident.
Constantí estava casat amb Minervina, que va morir abans del 306 i es va casar de nou, probablement el 307 amb Fausta, la filla de Maximià, i fou reconegut com a august per Maximià i pel seu fill Maxenci, que aparentment no va tenir cap paper en l'acord entre Maximià i Constantí.
Maximià i Maxenci no van tardar a estar enfrontats. Presumiblement l'antic emperador va reclamar tot el poder per ell mateix, però Maxenci, que havia rebutjat mentrestant un atac de Galeri, va rebutjar amb confiança la demanda de dimissió del seu pare. A la Conferència Imperial de Carnunt de 308, a la qual Dioclecià va tornar a fer una aparició política, Maximià es va veure obligat a dimitir. Constantí va ser desposseït del seu títol d'august, però va tornar a la tetrarquia com a cèsar i, per tant, no es considerava un usurpador a diferència de Maxenci. A més dels emperadors orientals Galeri i Maximí Daia, el coemperador de Constantí a la tercera tetrarquia va ser Licini, que havia de ser el nou august a l'oest. Maximí Daia no va acceptar que Licini, que mai havia tingut la dignitat de cèsar, estigués ara per sobre d'ell i Constantí tampoc no estava disposat a retrocedir a la segona línia, mentre que Licini no tenia els mitjans per afirmar la seva sobirania a l'oest i derrotar Maxenci. Galeri va intentar mediar i va anomenar tant a Constantí com a Maximí Daia "Fills dels Augustos", però poc després es va veure obligat a reconèixer també la dignitat d'august d'ambdós. Per tant, la Conferència Imperial no va tenir cap efecte estabilitzador i només va posposar el conflicte posterior.

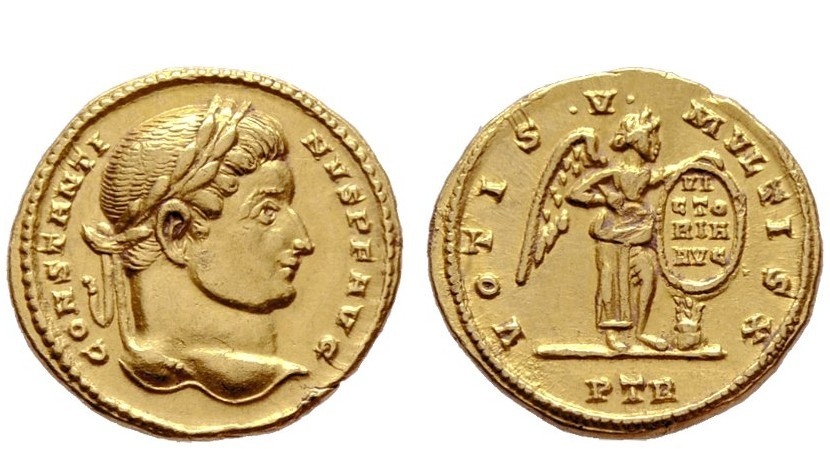
solidus amb l'efígie de Constantí I el Gran

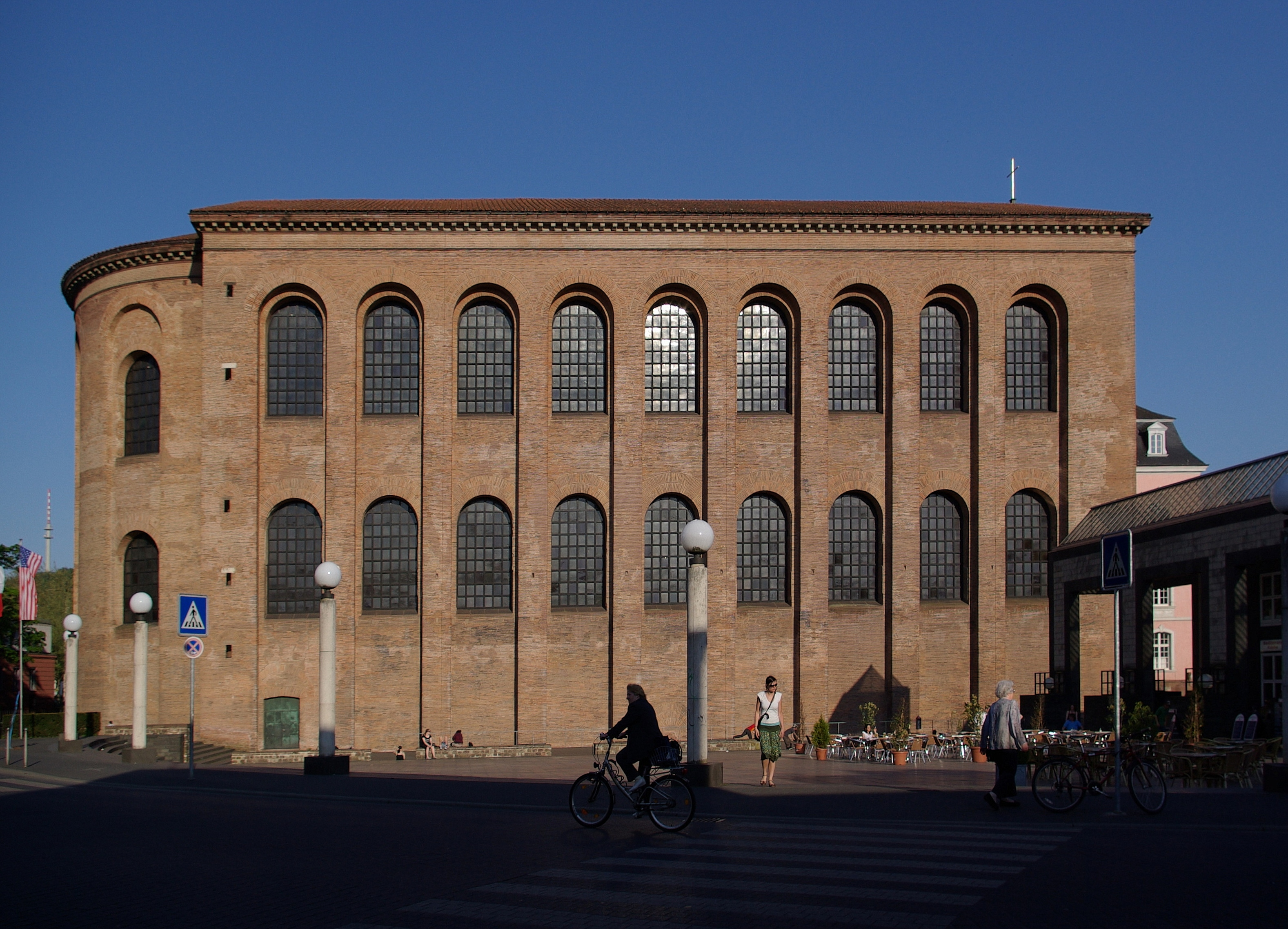
Basílica de Constantí de Trèveris

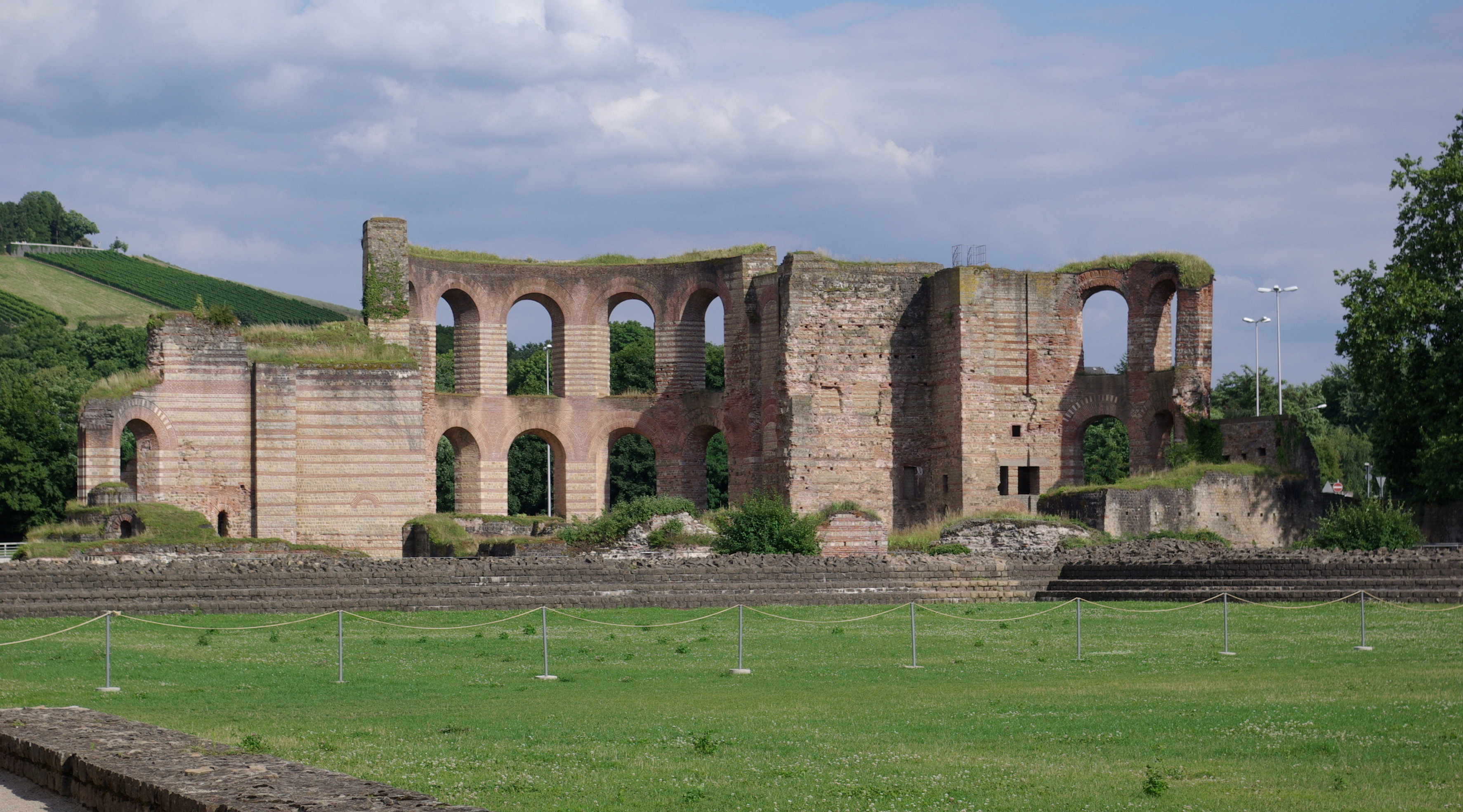
Banys Imperials de Trèveris

Poc se sap de les mesures polítiques internes de Constantí a la seva part de l'imperi (Britànnia i Gàl·lia, que incloïa Hispània abans del 312). Constantí va permetre tornar a adorar als cristians, als quals el seu pare no havia estat hostil (la persecució de Dioclecià dels cristians va ser molt menys severa a l'Europa occidental que a la resta de l'imperi). Galeri, en canvi, va fer perseguir els cristians de la part oriental de l'imperi fins al 311. Només quan l'esperat retrocés del cristianisme no es va materialitzar, va acabar amb la persecució amb el seu edicte de tolerància. En aquella època, Constantí residia principalment a Augusta dels Trèvers, l'actual Trèveris, que havia ampliat magníficament amb nombrosos edificis nous com la Basílica de Constantí i els Banys Imperials. Com a seu posterior de la prefectura gala, Trèveris va ser també el centre administratiu de les províncies occidentals (excepte Itàlia i Àfrica). A més, Constantí també va iniciar programes de construcció en altres ciutats gal·les i va tenir cura intensiva de la seguretat fronterera, especialment al Rin. Va tenir molt èxit militar i va tornar a assegurar la frontera del Rin. De vegades era molt brutal, l'any 307, els reis francs capturats Ascaric i Merogasi van ser llançats vius als animals salvatges a l'arena per celebrar una victòria. L'any 309, Constantí a Trèveris va fer encunyar el solidus com a nova denominació de moneda "sòlida" en lloc de l'aureus, que havia perdut massivament la seva puresa i, per tant, valor al segle iii. Com a tal, va romandre en circulació fins a la presa de Constantinoble en 1453.
Maximià, ara privat de tots els mitjans de poder fou acollit cordialment pel seu gendre Constantí l'any 308 a la Gàl·lia però no li va permetre exercir un paper polític. Durant el conflicte entre Maxenci i el seu pare Maximià, Domici Alexandre es va aliar amb Constantí per fer front a Maxenci i es va sublevar i proclamar emperador a Cartago al voltant del 309, controlant la província d'Àfrica i Sardenya. Maxenci va enviar contra ell dirigides al pretor Rufus Volusianus que va dominar la revolta sense dificultats, Cartago va ser teatre de la lluita i va patir considerables destruccions i Alexandre va ser fet presoner i executat, probablement l'any 311.
Tanmateix, Maximià no estava satisfet amb una vida com a ciutadà privat i l'any 310 va maquinar contra Constantí, que estava lligat al front del Rin per la defensa contra els francs i es va tornar a proclamar emperador per tercera vegada negociant amb el seu fill Maxenci en contra de Constantí. Constantí, assabentat, va baixar pel Saona i el Roine i es va presentar a Arelàtum, on era Maximià i el complot va fracassar. Maximià va fugir a Marsella, on s'entregà i fou perdonat però aviat fou obligat a suïcidar-se o ser executat, tot i ser el sogre de Constantí, quan tornava a conspirar. Després, Constantí va acceptar oficialment i definitivament el títol d'august i es va distanciar de l'ordre tetràrquic ja efectivament trencat, i de la legitimitat proporcionada per la dinastia de Maximià associada a Hèrcules i es va construir una descendència de Claudi II el Gòtic, creant així una nova legitimitat i va postular oficialment la seva pròpia dinastia. En l'encunyació durant aquest temps, Constantí va afavorir clarament el déu Sol Invictus.
El 311 va morir Galeri i el va succeir Licini. La situació es va mantenir tensa perquè encara hi havia quatre emperadors: Constantí i Maxenci a l'oest, i Licini i Maximí Daia a l'est, on van lluitar per l'herència de Galeri. Maxenci i Maximí Daia van entrar en negociacions, i això va amenaçar Licini a l'est. Va buscar un acostament a Constantí, que ja estava preparant una campanya a Itàlia. L'any 311 o 312, Licini es va comprometre amb Constància, germanastra de Constantí. Tanmateix, finalment hi va haver una ruptura oberta entre Maxenci i Constantí quan Constantí va ser acusat d'assassinar Maximià. Licini de seguida va entrar en guerra amb Maximí, que li havia ocupat Bizanci en la seva absència; Licini va retornar i es va enfrontar a Maximí a la batalla de Tziràl·lon. Maximí va morir no gaires mesos més tard a Tars i Licini va quedar sobirà sense disputa d'Orient mentre que el seu cunyat Constantí va dominar també sense rival la part occidental.

## Victòria sobre Maxenci
A la primavera del 312, Constantí, després d'haver annexionat Hispània al seu domini, va envair el nord d'Itàlia amb un exèrcit de tropes britàniques, gales i germàniques inferior en nombre però més bregat en combat que l'exèrcit italià. Constantí va avançar ràpidament, aparentment sorprenent l'enemic, que Maxenci havia fortificat i va aprofitar la victòria de les seves tropes a Àfrica per guanyar-se el suport de gent poderosa prometent a canvi cereal africà. També va cercar el suport dels cristians d'Itàlia, permetent-los l'elecció d'un nou bisbe, Eusebi. Malgrat tots els seus esforços, tenia pocs partidaris a Roma per haver apujat els impostos. L'elecció d'un bisbe tampoc va ajudar gaire, ja que la persecució de Dioclecià havia dividit la comunitat cristiana entre els «autèntics» i els que havien fet apostasia per salvar les seves vides. Constantí va rebre la petició d'una part dels senadors descontents amb Maxenci, de combatre'l. Constantí es va avançar als plans de Maxenci i va travessar els Alps Cottis (Mont Cenis), va derrotar l'avantguarda de Maxenci a Torí i va entrar a Milà. Verona fou assetjada i davant les seves muralles, Maxenci va patir una seriosa derrota on va caure el prefecte pretori de Maxenci, Rurici Pompeià, i diverses ciutats van obrir les portes a Constantí sense lluitar, inclosa l'important residència reial de Mediolànum.
Maxenci, en comptes d'esperar a la ciutat fortificada de Roma, que Constantí no hauria pogut assaltar, va buscar una batalla campal al Pont Milvi sobre el Tíber, on va tenir lloc la segona i definitiva batalla el 28 d'octubre del 312, de la qual Constantí va sortir novament victoriós. Maxenci va caure al riu, empès pels seus mateixos soldats durant la desbandada, i s'hi va ofegar. La llegenda diu que, abans de la batalla i veient-se amb forces molt inferiors, Constantí va tenir una visió en la qual va veure el crismó al cel amb les paraules ἐν τούτῳ νίκα (In hoc signo vinces, 'Sota aquest signe vences') i que, empès per Lactanci, va obligar tots els seus soldats a pintar-lo als escuts. Fos com fos, Constantí sempre va pensar que el seu triomf s'havia degut al suport del déu dels cristians, que l'havia elegit, i des d'aleshores va decidir afavorir el cristianisme.
Després de la batalla del Pont Milvi, Constantí va entrar a Roma amb el cap tallat de Maxenci i fou reconegut com l'únic sobirà d'Occident.

## Constantí i Licini: La lluita per la primacia (313–324)
Després que Constantí va aconseguir el domini únic a Occident, es va reunir a Mediolànum a principis de 313 amb Licini, que ara es va casar amb Constantina, la germana de Constantí. Allà els dos emperadors van adoptar l'edicte de Milà el 313, que garantia la llibertat de culte a tot l'Imperi Romà. No es tractava de privilegiar el cristianisme, sinó de la igualtat amb les altres religions. També era important per als cristians que els dos emperadors reconeguessin l'església com una corporació, és a dir, com una institució de dret públic amb tots els drets i privilegis. Per al rigorós perseguidor dels cristians Maximí Daia, que havia revocat efectivament l'edicte de tolerància de Galeri, l'acord era una amenaça, sobretot perquè la majoria dels cristians vivien a la seva part oriental de l'imperi. Només per necessitat va canviar a la nova línia, però al mateix temps es va preparar per a la guerra contra Licini. A finals d'abril de 313 va ser derrotat per Licini a Tràcia i va morir a Tars fugint cap a Egipte pocs mesos després. Licini va quedar així com a únic emperador d'Orient i els cristians orientals van aclamar Licini com un alliberador. De fet, inicialment va dur a terme una política religiosa tolerant. L'educat cristià Lactanci , que treballava en nom de Constantí com a tutor del seu fill Crispus a Trèveris, considerava Licini, com Constantí, com el salvador dels cristians enviats per Déu. Va ser només a causa dels desenvolupaments posteriors que Licini va ser retratat negativament a les fonts cristianes.
A Licini no li agradava el fet que Constantí el ignorés per decisions importants com l'ocupació d'Itàlia, l'acord matrimonial i l'edicte de Milà. Sobretot, Constantí era considerat l'autèntic protector dels cristians d'Orient, la qual cosa significava que Licini podia veure's amenaçat. Constantí aparentment va assumir aquest paper de manera conscient, perquè l'any 313 es van fer monedes commemoratives que el representaven amb el monograma de Crist al casc, i va intervenir en els afers interns de l'església com la disputa donatista que va esclatar el 312 i 313.
El compromís de tornar a un ordre tetràrquic, amb el senador Bassià per governar Itàlia, va fracassar. El conflicte va esclatar l'any 316 per una conspiració contra Constantí probablement iniciada per un oficial de Licini anomenat Seneci, germà de Bassià. Després de descobrir el complot, Licini es va negar a extraditar Seneci, exposant-lo a la sospita d'haver estat implicat en la conspiració o d'haver-la aprovat. La negativa a l'extradició i la destrucció d'imatges i estàtues de Constantí a Emona, suposadament ordenada per Licini, van ser el motiu de la guerra. En tot cas, ambdues parts estaven disposades a decidir per les armes la qüestió del poder. Constantí va entrar a l'Il·líria (316) amb les seves tropes gal·logermàniques, uns 20.000 homes, i va avançar ràpidament. Licini el va enfrontar a la batalla de Cíbales amb 35.000 homes i va ser derrotat. Va haver de fugir ràpidament cap a Sírmium, i a Tràcia, on hi havia més tropes, després de recollir la seva família i el tresor; Licini havia nomenat Cèsar a Valeri Valens i li havia encarregat el govern de la frontera de Dacia, una causa més d'enfrontament amb Constantí; en la segona fase de la lluita Constantí va avançar fins a Filipòpolis mentre Licini tenia els seus quarters a Adrianòpolis; les dues parts es van enfrontar a la batalla de Màrdia, que encara que va acabar amb avantatge de Constantí, Licini va poder reorganitzar les seves forces i retirar-se en bon ordre cap a Augustra Traiana, per lo que de fet es va produir un empat. Al final, Constantí i Licini van arribar a un acord provisional a Serdica; Licini va haver d'evacuar tota la península balcànica (Il·líria-Dalmàcia, Pannònia, Macedònia i Grècia,) retenint Tràcia i Mèsia a més dels seus dominis orientals (Àsia Menor, Síria i Egipte). Dos dels fills de Constantí (Flavi Juli Crisp i Flavi Claudi Constantí) i l'únic fill legítim de Licini (anomenat també Licini, que era fill de Licini i Constància) van ser fets Cèsars l'1 de març de 317 i Valeri Valens fou executat. Constantí va acceptar la pau perquè es va sentir debilitat per un enfrontament menor en que Licini va capturar el seguici de Constantí, mentre que Licini s'hi va avenir perquè tampoc tenia clar obtenir la victòria.
Durant set anys hi va haver pau. En aquests anys, Constantí va governar amb eficàcia, i va derrotar els invasors bàrbars diverses vegades a Il·líria i a Pannònia. Els més perillosos eren els gots, que s'havien apoderat de Dàcia, però foren repetidament vençuts i, finalment, Constantí va travessar el Danubi, va entrar a Dàcia i els va imposar la pau en 319.
En el marc de l'enfrontament amb Constantí, el 320 Licini va revocar l'edicte de Milà als seus dominis orientals. Licini va obtenir suport dels gots mentre Constantí es va aliar als francs, i el 323 aquest es va sentir prou fort per a tornar a fer la guerra a Licini, que era ja gran i (segons els autors cristians) era odiat pels seus súbdits, ja que a Orient molts eren cristians.

## Emperador únic
Si bé les forces terrestres d'ambdós emperadors eren similars, Licini comptava amb més vaixells. La primera batalla es va lliurar prop d'Adrianòpolis, el 3 de juliol del 324, i Licini fou derrotat, el seu camp capturat, i va haver de fugir cap a Bizanci, que fou assetjada per Constantí. El fill gran de Constantí, Crisp, va forçar el pas de l'Hel·lespont i, després d'una batalla que va durar tres dies, va derrotar l'almirall Amadus, que va perdre un terç de la flota. Així, sense poder defensar Bizanci, Licini es va traslladar a Bitínia, va reunir les seves tropes i va presentar batalla a Crisòpolis, la moderna Üsküdar, a l'altre costat del Bòsfor, però altra vegada fou totalment derrotat. Licini va fugir a Nicomèdia i es va rendir a canvi de salvar la vida. Constantí, per intercessió de la seva germana Constantina, esposa de Licini, li ho va garantir. Licini fou enviat a Tessalònica, on va romandre un temps pensant que estava segur, però al cap d'unes setmanes Constantí el va fer matar arran d'una acusació (probablement falsa) de conspirar. Des d'aleshores fins a la seva mort, Constantí va exercir com a emperador únic (Totius orbis imperator), el primer que governaria en solitari des de Marc Aureli Car el 282. Les lleis del període de Licini foren declarades nul·les i fou considerat un usurpador.

## Darrers anys
El 324 el seu fill Crisp fou acusat d'alta traïció i durant la celebració a Roma del 20è aniversari de la victòria sobre Maxenci, fou arrestat i enviat a Pula (Ístria) on fou executat. Licini Cèsar, el fill de Licini i Constantina, nebot de Constantí, fou també acusat del mateix delicte i igualment executat. Altres persones connectades amb la conspiració foren executades. S'ha dit que Crisp fou acusat per la seva madrastra Flàvia Maximiana Fausta i que Constantí va descobrir després la veritat i que Fausta tenia relacions amb un esclau, pel que fou obligada a suïcidar-se, però sembla que això són parts d'un drama popular construït entorn de la mort de Crisp. El 325 les doctrines d'Arri, que negava la divinitat de Crist, foren condemnades al Primer Concili de Nicea.
Per governar tot l'imperi, Constantí va decidir establir una nova capital. Després de valorar i descartar la possibilitat de fer-ho a l'emplaçament de l'antiga Troia, va triar Bizanci, que va canviar de nom a Constantinoble. La va inaugurar l'11 de maig del 330 segons Hidaci i el Chronicon Alexandrinum. Constantí va decidir repartir l'imperi entre els seus fills: el gran Flavi Claudi Constantí va rebre les Gàl·lies, Britànnia, Hispània i Tingitana; Constanci II, el segon fill, va rebre Egipte i les províncies d'Àsia (excepte les donades a Hannibalià); Constant, el tercer fill, va rebre Il·líria occidental i la resta d'Àfrica; tots tres van rebre el títol d'august. El de cèsar fou donat al seu nebot Dalmaci que va rebre la Il·líria oriental, Macedònia, Tràcia i Grècia; i de fet al seu nebot Hannibalià (nominalment només va rebre el títol de nobilissimus però amb les mateixes funcions que un cèsar) que va rebre el Pont, Capadòcia i Petita Armènia amb capital a Cesarea. Governarien tots en comú, però el gran, Constantí II, seria el primer en rang, encara que tots amb la mateixa autoritat.
A finals de l'hivern del 332, Constantí va fer campanya amb els sàrmates contra els gots, que van sotmetre's a Roma, i l'any 334, després que els plebeus sàrmates havien derrocat els seus líders, Constantí va dirigir una campanya contra la tribu, guanyant la guerra i estenent el seu control sobre la regió.

## Mort
El 337, Constantí va fer la guerra contra Sapor II de Pèrsia que volia recuperar les províncies que li havien arrabassat Galeri i Maximià. Però es va posar malalt i va anar a prendre banys a Helenopolis (Altinova), al golf d'Esmirna, també es va plantejar anar a purificar-se al Jordà, però va empitjorar ràpidament i va abandonar aquesta idea. Veient que no millorava va voler tornar a Constantinoble on s'havia preparat un sepulcre a l'església dels Sants Apòstols, però la malaltia només li va permetre tornar fins a Nicomèdia i va morir en un suburbi d'aquesta ciutat anomenat Achyron, era el 22 de maig del 337. Abans de morir va declarar la seva intenció de fer-se cristià i fou batejat al seu llit de mort. La seva mort fou l'inici d'una lluita per a la successió que va acabar donant el poder a Constanci II.

## Llegat

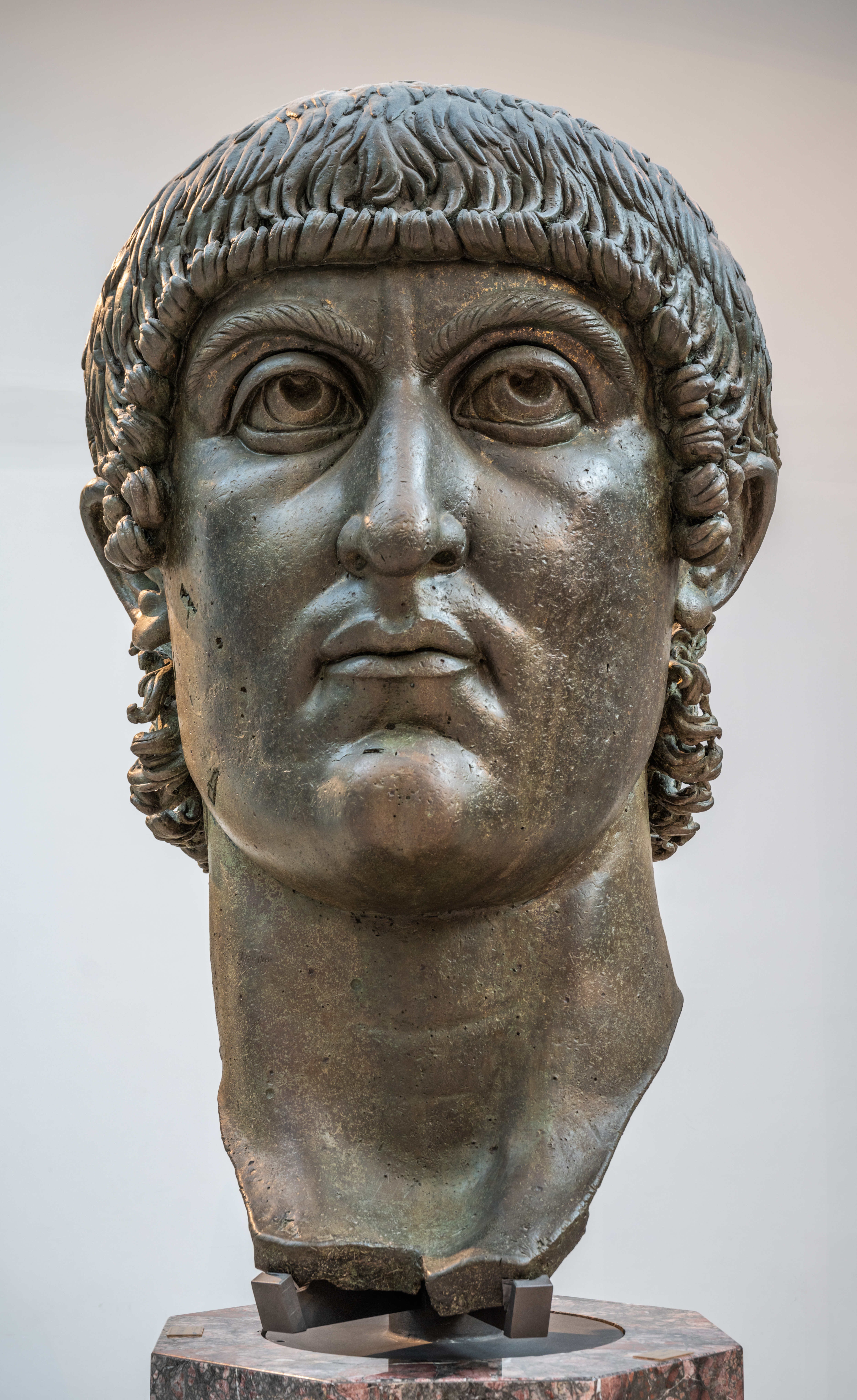
Bust de bronze de Constantí I, que en reprodueix el veritable aspecte

A més d'haver estat anomenat honoríficament com «El Gran» pels historiadors cristians després de la seva mort, Constantí podia presumir d'aquest títol pels seus èxits militars. No només va reunificar l'imperi sota un sol emperador, sinó que va obtenir importants victòries sobre els francs i els alamans (306 - 308), de nou sobre els francs (313-314), els visigots el 332 i sobre els sàrmates el 334. De fet, cap al 336, Constantí havia recuperat la major part de la província de Dàcia, perduda durant molt de temps i que Aurelià s'havia vist forçat a abandonar el 271. En morir Constantí, estava planejant una gran expedició per posar fi a la rapinya de les províncies de l'est per l'Imperi Sassànida.
Fou succeït al capdavant de l'imperi pels tres fills del seu matrimoni amb Flàvia Maximiana Fausta: Flavi Claudi Constantí, Constant i Constanci II, els qui es van assegurar la seva posició mitjançant l'assassinat d'un cert nombre de partidaris de Constantí. També va nomenar cèsars els seus nebots Dalmaci i Hannibalià. El projecte de Constantí de repartiment de l'Imperi Romà era exclusivament administratiu. El major dels seus fills, Flavi Claudi Constantí, seria el destinat a mantenir als altres tres supeditats a la seva voluntat. L'últim membre de la dinastia va ser el seu gendre Julià, qui va provar de restaurar el paganisme.

### Llegendes sobre Constantí
En els seus darrers anys, els fets històrics es barregen amb la llegenda. Es considerava inadequat que Constantí hagués estat batejat només en el seu llit de mort i per un bisbe de dubtosa ortodòxia (es diu que Eusebi de Nicomèdia era arrià), i d'aquest fet parteix una llegenda segons la qual el papa Silvestre I (314 - 335) hauria curat l'emperador pagà de la lepra. També segons aquesta llegenda, Constantí hauria estat batejat després d'haver donat uns edificis al papa. Al segle viii apareix per primera vegada un fals document conegut com a «Donació de Constantí», en el qual un recentment convertit Constantí lliura el govern temporal sobre Roma, Itàlia i l'occident al papa. A l'alta edat mitjana, aquest document es va utilitzar per acceptar les bases del poder temporal del papa de Roma, encara que va ser denunciat com apòcrif per l'emperador Otó III, i mostrat com l'arrel de la decadència dels papes pel poeta Dante Alighieri. Al segle xv nous experts en filologia van demostrar la falsedat del document.

## Constantí i el cristianisme

El crismó emprat en el làbarum, estendard militar de Constantí després de la seva conversió

Constantí és el primer emperador romà que va permetre el lliure culte als cristians. Els historiadors cristians des de Lactanci es decanten per un Constantí que adoptà el cristianisme com a substitutiu del paganisme oficial romà. Malgrat els dubtes sobre les conviccions cristianes de Constantí, a l'Església Ortodoxa Oriental se'l considera un dels seus principals sants. Malgrat això, Constantí no va ser batejat fins a trobar-se en el seu llit de mort. La seva conversió, d'acord amb les fonts oficials cristianes, va ser el resultat immediat d'un presagi abans de la seva victòria a la batalla del Pont Milvi, el 28 d'octubre de 312. Després d'aquesta visió, Constantí va instituir un nou estendard per marxar a la batalla a la qual anomenaria làbarum. La visió de Constantí es va produir en dues parts: En primer lloc, mentre marxava amb els seus soldats va veure la forma d'una creu davant del sol. Després d'això, va tenir un somni en què se li ordenava posar el monograma del crismó al seu estendard. Es diu que després d'aquestes visions, Constantí es va convertir immediatament al cristianisme. El signe de la creu com a símbol cristià havia estat documentat diverses vegades abans del 312 i la veneració de la creu va començar en el període constantinià, apareixent per primera vegada a les monedes a la dècada de 330.
Es pensa que la influència de la seva família va ser en part la causa de la seva adopció del cristianisme. Es diu que Helena probablement va néixer en una família cristiana, encara que no se sap pràcticament res del seu entorn, exceptuant que la seva mare era filla d'un hostaler i que el seu pare va ser un reeixit soldat, una feina que excloïa la pràctica oberta del cristianisme. Se sap però que Helena va realitzar en els seus darrers anys nombrosos pelegrinatges. Constantí, seguint un costum estès, no va ser batejat fins poc abans de la seva mort el 337, quan la seva elecció va recaure sobre el bisbe arrià Eusebi de Nicomèdia, que tot i ser aliat d'Arri, encara era el bisbe de la regió. Eusebi era també amic íntim de la germana de Constantí, cosa que probablement assegurava la seva tornada des de l'exili.
Poc després de la batalla del Pont Milvi, Constantí va lliurar al papa Silvestre I un palau romà que havia estat propietat de Dioclecià i anteriorment de la família patrícia dels Plaucis Laterans, amb l'encàrrec de construir una basílica de culte cristià. El nou edifici es va construir sobre les casernes de la guàrdia pretoriana de Maxenci, els equites singulares, convertint-se en seu catedralícia sota l'advocació del Salvador, substituïda aquesta més tard per la de Sant Joan. Actualment es coneix com a Basílica de Sant Joan del Laterà. El 324 l'emperador va fer construir una altra basílica a Roma, en el lloc on segons la tradició cristiana martiritzaren Sant Pere: el turó del Vaticà, que actualment acull la Basílica de Sant Pere.
L'Edicte de Milà, promulgat per Constantí i Licini el 313, va despenalitzar la pràctica del cristianisme i es van tornar les propietats de l'Església. Anteriorment a aquest edicte, molts cristians havien estat martiritzats en les diferents persecucions a què s'havien vist sotmesos.
Després de l'edicte es van obrir noves vies d'expansió per als cristians, incloent-hi el dret a competir amb els pagans en el tradicional cursus honorum per les altes magistratures del govern, i també van guanyar una major acceptació dins la societat civil en general. Es va permetre la construcció de noves esglésies i els líders cristians van assolir una major importància (com a exemple d'això, els bisbes cristians van adoptar unes postures agressives en temes públics que mai s'havien vist en altres religions).
Encara que el cristianisme no es convertiria en religió oficial de l'imperi fins al final d'aquell segle, un pas que donaria Teodosi I el Gran el 380 amb l'Edicte de Tessalònica, Constantí va donar un gran poder als cristians, una bona posició social i econòmica a la seva organització, va concedir privilegis i va fer importants donacions a l'església cristiana, donant suport a la construcció de temples i donant preferència als cristians com a col·laboradors personals.

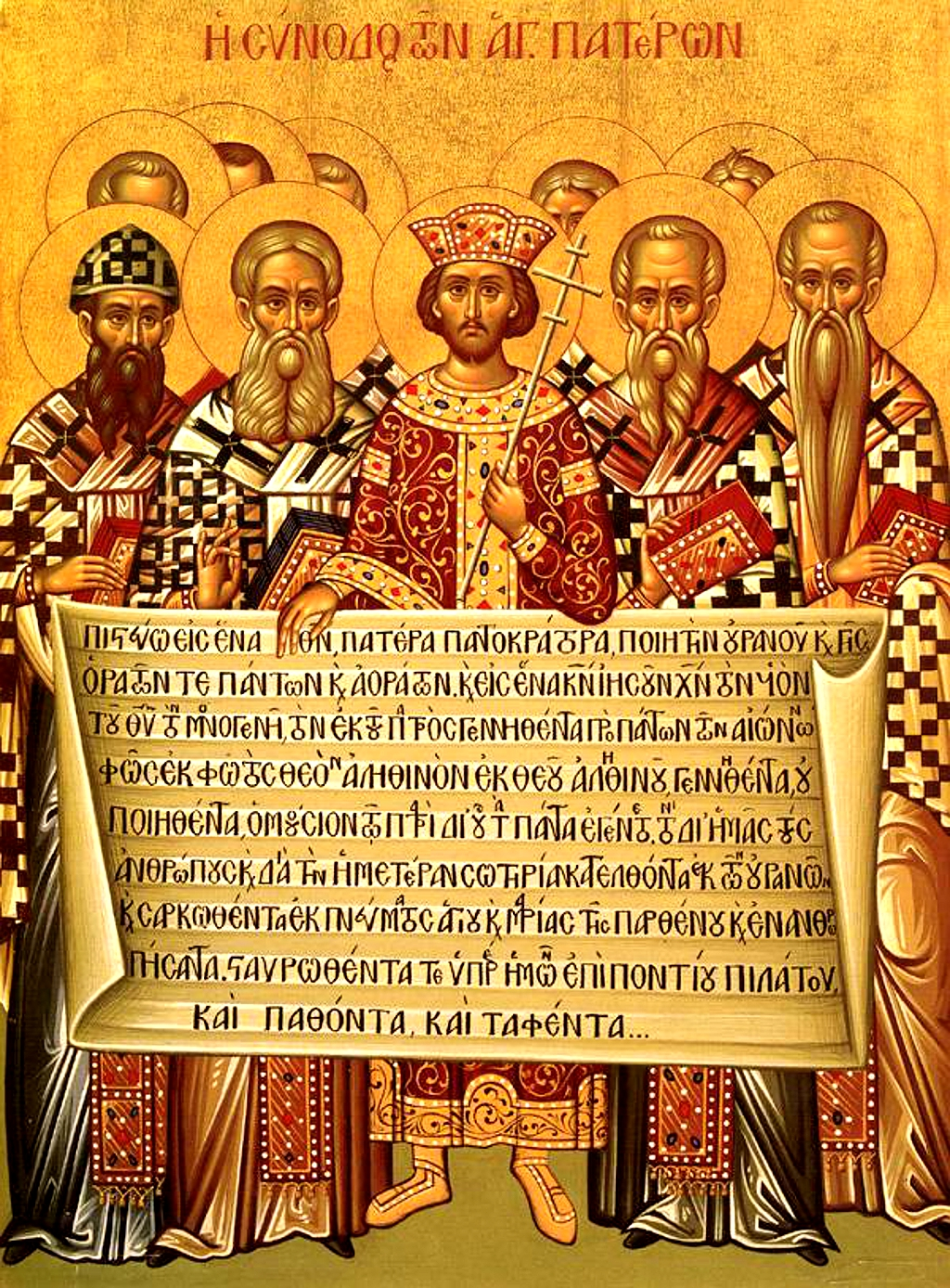
Icona on apareix Constantí presidint el Primer Concili de Nicea (325). El text que es mostra és el Credo de Nicea en la forma donada més tard en el Primer Concili de Constantinoble (381), amb les modificacions per al seu ús en la litúrgia grega.

Com a resultat de tot això, les controvèrsies de l'Església, que havien existit entre els cristians des de mitjan segle ii, eren ara manifestades en públic, i gairebé sempre d'una manera violenta. Constantí considerava que era el seu deure com a emperador, designat per Déu per a calmar els desordres religiosos, i per això va convocar el Primer Concili de Nicea del (20 de maig al 25 de juliol de 325) per resoldre algunes de les disputes doctrinals que afectaven l'Església dels primers segles, especialment l'arrianisme.
En els seus últims anys de vida també va exercir com a predicador, donant els seus propis sermons al palau davant la seva cort i els convidats del poble. Els seus sermons pregonaven el principi de l'harmonia, tot i que gradualment es van tornar més intransigents cap a les velles maneres paganes. Les raons per aquest canvi de postura són meres conjectures. Tanmateix, al final de la seva vida va continuar permetent que els pagans rebessin nomenaments públics. Exercint el seu poder absolut, va fer recitar a l'exèrcit els seus pregons en llatí en un intent de convertir la classe militar al cristianisme, cosa que no va aconseguir. Va començar un extens programa de construcció d'esglésies a Terra Santa, fet que va expandir de manera cabdal la fe cristiana i va permetre un considerable increment del poder i la influència del clergat.

### Persecució dels pagans
L'any 314, immediatament després de la seva plena legalització, l'Església cristiana va atacar els pagans: en el Concili d'Ancira, on es va denunciar el culte a la deessa Artemisa. Mitjançant l'edicte de l'any 315, molts temples pagans van ser destruïts per les hordes cristianes i els seus sacerdots van ser assassinats. Entre l'any 315 i el segle vi milers de creients pagans van ser assassinats. Entre 316 i 326 es van proclamar una sèrie de disposicions que afavorien el cristianisme enfront de la religió tradicional (prohibició dels harúspexs, la màgia i els sacrificis privats, exempció fiscal als clergues cristians, jurisdicció per als bisbes…), encara que el cristianisme no es converteix en la religió oficial de l'Imperi Romà fins a l'Edicte de Tessalònica de 380. A dídima, Àsia Menor, va ser saquejat l'oracle del déu Apol·lo i torturats fins a la seva mort els seus sacerdots pagans. També foren desnonats tots els pagans del mont Atos i destruïts tots els temples pagans del lloc.
L'any 326, L'emperador Constantí, seguint les instruccions de la seva mare Helena, destrueix el temple del déu Asclepi a Eges de Cilícia i molts més de la deessa Afrodita a Jerusalem, en Afka al Líban, a Mambre, Fenícia, Baalbek, etc.
L'any 330 l'emperador Constantí va robar tots els tresors i les estàtues dels temples pagans de Grècia, per emportar-se'ls i decorar la seva Nova Roma (Constantinoble), la seva nova capital de l'imperi.

### Reacció sassànida
Més enllà dels límits de l'Imperi Romà, a l'est de l'Eufrates, els governants sassànides de l'Imperi Persa havien estat per regla general tolerants amb els cristians. Els cristians de Pèrsia varen ser identificats com aliats de l'antic enemic i van ser perseguits. En una carta atribuïda a Constantí per a Sapor II que se suposa escrita en 324, se l'urgia a protegir els cristians del seu regne, després de la qual Sapor II va ordenar als seus generals:
| «                                                           | Arrestareu Simó, cap dels cristians. El detindreu fins que signi un document en què consenti a recaptar per a nosaltres un impost doble i un doble tribut dels cristians. Nosaltres hem de portar pels déus el pes de la guerra mentre ells únicament es dediquen al descans i al plaer. Habiten el nostre territori i són amics del Cèsar, el nostre enemic. | » |
| — Sapor II (de Roma a l'Eufrates, Freya Stark 1967, p. 375) | |   |

### Cortesans i funcionaris
Constantí respectava la cultura i el cristianisme, i la seva cort va estar composta per vells, respectats i honorables homes. A aquelles famílies romanes que refusaven el cristianisme se'ls denegava les posicions de poder, si bé dos terços dels alts càrrecs del govern van continuar sent no cristians.
Constantí va retirar la seva estàtua dels temples pagans. La reparació d'aquests temples va ser prohibida, i els fons van ser desviats a favor del clergat cristià. Es van suprimir les formes ofensives d'adoració, fossin cristianes o paganes. A la reinauguració de Constantinoble el 330 es va efectuar una cerimònia meitat pagana i meitat cristiana. A la plaça del mercat es va imposar la creu de Crist sobre la imatge del carro del Sol Invictus.

### Veneració
Constantí trià com a lloc de sepultura un mausoleu veí de l'Església dels Sants Apòstols de Constantinoble. És considerat sant per l'Església Ortodoxa, celebrant-se'n la festa el 21 de maig amb la de la seva mare Elena. La santedat de l'emperador no fou reconeguda per l'Església catòlica, no obstant haver reconegut la de la seva mare.

## Administració
Constantí va reformar el sistema de dignitats; els oficis es van dividir en tres classes: Illustres, Spectabiles, i Clarissimi; el consolat fou merament un títol i es va restablir la dignitat de patrici. Va mantenir el nombre de quatre prefectes del Pretori com a lloctinents dels augusts o cèsars però amb el seu poder limitat i de caràcter civil i no militar; els quatre prefectes foren el d'Orient, el d'Itàlia, el d'Il·líria i el de les Gàl·lies; a més Roma i Constantinoble tenien cadascuna un prefecte separat. Sota el prefecte hi havia 13 funcionaris que eren governadors civils de les 13 diòcesis, i després seguien els comtes i els vicaris o viceprefectes; a un nivell entremig entre els vicaris i els prefectes hi havia els procònsols que governaven Àsia, Acaia i Àfrica, que de fet però eren governadors provincials. Les províncies (116) eren governades (a part dels procònsols) per 37 cònsols, 5 correctors i 61 praeses. L'administració militar fou confiada primer a dos, després a quatre i finalment vuit magister militum, dels qui depenien els comes i els duces; va disminuir el nombre de legions, però l'exèrcit en conjunt va augmentar amb auxiliars bàrbars. Hi havia set oficials principals de l'imperi: el Praepositus Sacri Cubiculi, o senyor camarlenc; el Magister Officiorum (secretari d'afers interns); el quaestor o lord canceller i encarregat del segell; el Comes Sacrarum Largitionum o canceller (afers econòmics); el Comes Rerum Privatarun Divinae Domus (propietat privada de l'emperador); i dos Comites Domesticorum, o simplement Domestici (comandants de la guàrdia imperial). Canvià també el sistema monetari, instaurant el solidus en comptes de l'aureus per combatre la inflació.

## La família de Constantí
- Crisp, germà de Claudi II el Gòtic
  - Claudia – Eutropi
    - Constanci Clor (+ 306) – 1. Helena; 2.- Teodora
      - (d'1) Constantí I el Gran – 1. Minervina; 2. Fausta
        - Crisp (+326)
        - Flavi Claudi Constantí (mort el 340)
        - Constanci II (mort el 361)
          - Constància – Flavi Gracià

        - Constant (mort el 350)
        - Constantina – 1. Hannibalià 2.- Constantí o Constanci Gal (Gal Cèsar)
        - Constantina
        - Helena Flàvia Júlia – Julià l'Apòstata

      - (de 2) Dalmaci Flavi Hannibalià
        - Dalmaci Cèsar
        - Hannibalià

      - (de 2) Juli Constanci o Constantí 1. Gal·la 2. Basiliana
        - Fill de nom desconegut (mort el 337)
        - Constantí o Constanci Gal (Gal Cèsar) (Cèsar 350, + 358)
        - Filla de nom desconegut – Constanci II
        - Julià l'Apòstata – Helena Flàvia Júlia
          - Descendencia, però desconeguts

      - (de 2) Constantina - Licini August
        - Licini o Licinià

      - (de 2) Anastàsia – 1. Bassià; 2. Optat
      - (de 2) Eutròpia - Popili Nepocià
        -           - Flavi Popili Nepocià (+350)